# Impeachment de Sebastião Muniz Falcão
O Impeachment de Sebastião Muniz Falcão, governador de Alagoas entre 1956 e 1957, foi um dos episódios mais dramáticos e violentos da política brasileira durante a década de 1950. O processo de impeachment de Sebastião Marinho Muniz Falcão culminou em um tiroteio na Assembleia Legislativa de Alagoas, em 13 de setembro de 1957, e teve profundos impactos na política local e nacional. A crise política envolveu conflitos entre grupos ligados ao governo e à oposição, refletindo as tensões entre as elites locais e as forças populares. Levando a um  decreto de  intervenção federal em Alagoas.
O impeachment de Sebastião Muniz Falcão, ocorrido em 1957, é considerado o primeiro processo de impeachment estadual da história do Brasil a ter sua tramitação concluída. Esse fato o torna um marco na política nacional, destacando-se não apenas por ser inédito, mas também pelo contexto de intensa violência e instabilidade que o cercou.

## Contexto político

### Ascensão de Sebastião Muniz Falcão
Muniz Falcão foi eleito governador de Alagoas em 1955 pelo Partido Social Trabalhista (PST), após derrotar o candidato da situação, Afrânio Lages, apoiado pelo governador Arnon de Mello. A eleição foi marcada por um forte movimento popular, com apoio das classes trabalhadoras, especialmente do setor canavieiro. Sua gestão tinha como objetivo implementar políticas sociais e de redistribuição de renda, como a criação de uma "taxa pró-economia", que impunha tributos aos grandes produtores, como os usineiros.

### Populismo
Segundo o historiador Douglas Apratto Tenório (1995), Muniz Falcão foi uma figura política emergente das massas populares, que orquestrou o populismo com habilidade e ousou desafiar as elites e a aristocracia local. Seu governo representou um momento sem precedentes para o início das lutas sociais em Alagoas e marcou a ascensão de um movimento populista voltado para a classe trabalhadora.
Muniz Falcão, eleito em 1955, foi aclamado pelo povo, especialmente pelas camadas mais humildes da população, por suas políticas voltadas para os direitos dos trabalhadores. Contudo, sua postura desafiadora em relação aos interesses das elites locais, especialmente ao implementar medidas como a criação de impostos sobre os usineiros, gerou a animosidade de setores poderosos da sociedade alagoana. Isso culminou no processo de impeachment e no afastamento de Falcão do poder.

### Oposição da elite econômica
Apesar de seu governo ser popular entre as classes trabalhadoras, suas políticas econômicas e sociais geraram forte oposição da elite econômica, especialmente da indústria do açúcar e da União Democrática Nacional (UDN), que estavam insatisfeitas com os impostos sobre a produção de cana-de-açúcar. Além disso, sua administração se caracterizou pela violência política, exacerbada pela rivalidade com a oposição. A insatisfação com Muniz Falcão era generalizada e, em 1957, 22 dos 35 deputados estaduais estavam contra o governador.

### Taxa Pró Economia e o estopim da crise política
Ao final de seu primeiro ano de governo, Muniz Falcão enfrentava condições econômicas e sociais extremamente difíceis, com a falta de investimentos significativos nas áreas de saúde e educação. O governo federal, por sua vez, não demonstrava grande interesse por essas questões no estado de Alagoas, o que agravava ainda mais a situação de seu governo.
Na tentativa de reverter esse quadro e atender às necessidades da população, Falcão propôs e sancionou a criação de um novo imposto. A Taxa Pró-Economia, Educação e Saúde foi estabelecida pela Lei nº 2013, sancionada em 22 de outubro de 1956, e passaria a vigorar a partir de 1957. Essa medida visava arrecadar fundos destinados à promoção do desenvolvimento social, especialmente nas áreas de saúde e educação, áreas que eram de grande interesse para as classes trabalhadoras, base de apoio de Muniz Falcão.
No entanto, a criação desse imposto foi vista pela elite alagoana como um ataque direto aos seus interesses econômicos, principalmente os dos usineiros, que viam na nova taxa uma forma de onerar ainda mais suas atividades. A insatisfação com essa medida foi o estopim para uma crise política profunda, que se desenrolaria ao longo de 1957 e culminaria no processo de impeachment do governador.
O conflito em torno da Taxa Pró-Economia ilustra a oposição entre as políticas progressistas de Muniz Falcão e os interesses das elites tradicionais, que viam sua administração como uma ameaça à manutenção de seu poder econômico e político. Esse embate foi um dos fatores que desencadeou o violento confronto político na Assembleia Legislativa de Alagoas e o subsequente afastamento de Muniz Falcão do cargo, durante o processo de impeachment.

## Processo deimpeachment

### Denúncia e abertura do processo

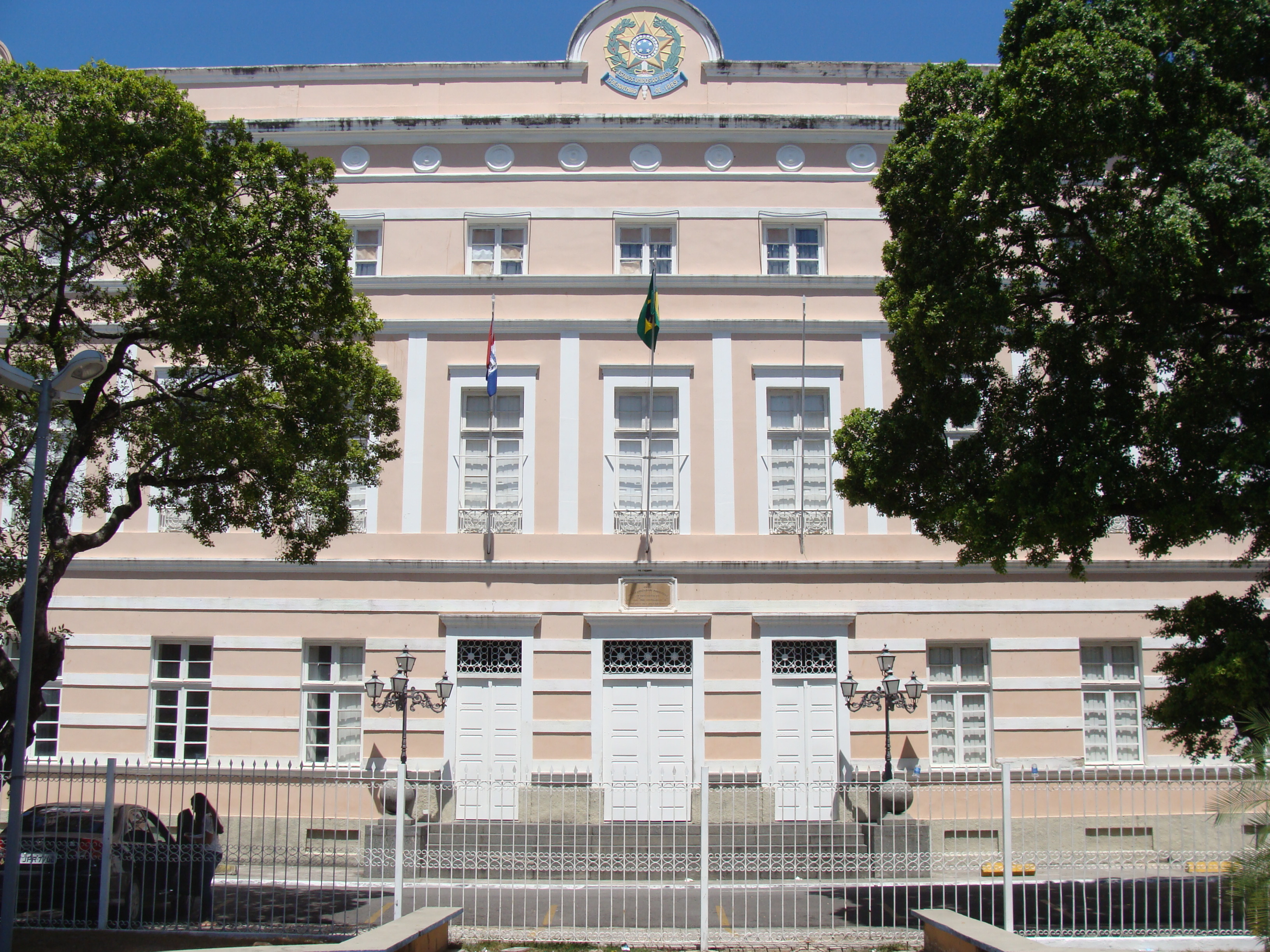
Assembleia Legislativa do Estado de Alagoas

O processo de impeachment foi impulsionado por uma série de fatores, incluindo acusações de abuso de poder, corrupção e, principalmente, a violência política no estado, exemplificada pelo assassinato do deputado José Marques da Silva (UDN) em Arapiraca. Em 13 de setembro de 1957, os opositores de Muniz Falcão, liderados pelo deputado Oséas Cardoso (PTN), formalizaram a denúncia por crime de responsabilidade, o que resultou na convocação de uma sessão para discutir o impeachment.
Muniz Falcão, tentando evitar o confronto, pediu que sua bancada não comparecesse à Assembleia naquele dia, mas o deputado Humberto Mendes (PTN), líder do governo e sogro de Falcão, não concordou com a medida. O governo estava cercado por uma oposição organizada que via no impeachment a única forma de barrar a crescente violência e os abusos de poder no estado.

### O tiroteio na Assembleia Legislativa

#### Confronto armado

Protesto em uma rua de Maceió, durante o impeachment do governador Sebastião Muniz Falcão

O dia 13 de setembro de 1957 ficou marcado por um violento tiroteio na Assembleia Legislativa de Alagoas, que durou cerca de 40 minutos. Naquele dia, os deputados governistas, liderados por Claudionor Lima, chegaram ao plenário vestidos com capas de chuva que ocultavam metralhadoras. Sem uma palavra, abriram fogo contra os deputados opositores, que já estavam fortemente posicionados e entrincheirados. O confronto resultou na morte do deputado Humberto Mendes (PTN) e ferimentos em vários outros, incluindo três deputados e um jornalista.
A sessão estava marcada para discutir o parecer favorável ao impeachment, mas o tiroteio impediu que qualquer votação fosse realizada. A Assembleia Legislativa ficou destruída, com móveis e vidros quebrados, e os deputados feridos foram socorridos às pressas.

##### Relato de Márcio Moreira Alves
O jornalista carioca Márcio Moreira Alves, que estava cobrindo a crise política para o jornal Correio da Manhã, foi atingido durante o tiroteio e teve sua fratura diagnosticada no hospital. Ele relatou o ocorrido com detalhes, descrevendo o clima tenso e a violência que tomou conta do local. Sua cobertura do episódio foi publicada com a manchete que contribuiu para a grande repercussão: 

DISSOLVIDA À BALA A ASSEMBLEIA DE ALAGOAS", o que causou grande repercussão.

## Intervenção federal
Após a morte de Humberto Mendes, o presidente Juscelino Kubitschek decretou intervenção federal em Alagoas, nomeando o general Armando de Moraes Âncora para restaurar a ordem no estado.
Muniz Falcão, que inicialmente tentou resistir à intervenção, acabou transferindo o cargo para seu vice, Sizenando Nabuco. O governador se afastou temporariamente do cargo, mas reassumiu em janeiro de 1958, completando seu mandato até o final.

### Afastamento de Muniz Falcão
Com a intervenção federal decretada, Muniz Falcão foi forçado a entregar o cargo ao vice-governador, Sizenando Nabuco, e se afastou da administração estadual. Durante esse período, o governo federal assumiu o controle da segurança pública e a ordem foi restaurada com a presença das tropas federais. A intervenção foi uma medida de contenção das violentas disputas políticas que marcaram o processo de impeachment.

## Conclusão do processo
No inicio do processo, Muniz Ramos tinha entre os 35 deputados, 13 a seu favor e 22 contra. Humberto Mendes, morto no dia 13, era favorável ao governador.
Os deputados da oposição ficaram no quartel do Exército até a votação. Três dias depois, o impeachment foi aprovado, mas foi votado no Instituto de Educação, sob proteção do Exército, liderado pelo interventor Armando de Moraes Âncora, enviado por Juscelino Kubitschek. Não houve presença dos deputados governistas.
Como tinham a maioria dos votos (21 votos), o pedido foi aprovado, e Muniz Falcão foi oficialmente retirado do cargo e substituído por seu vice, Sizenando Nabuco assumiu o governo do estado. Até hoje o único caso em que um governador sofreu impeachment no Brasil por meio da assembleia legislativa antes de 1988, na atual republica. O ex-governador do Rio de Janeiro, Wilson Witzel, sofreu um processo semelhante, porém teve o afastamento mantido pelo STF.

## Processo na justiça
Em poucas semanas revogada pelo Supremo Tribunal Federal (STF), que julgou a votação do impeachment inválida, já que os deputados pró governo não estavam presentes. Uma última etapa do processo, em que o impeachment foi avaliado por uma comissão mista formada por parlamentares e desembargadores, absolveu Muniz Falcão.
O jurista e advogado eleitoral Gustavo Ferreira explica: 

A lei do impeachment, de 1950 e em validade até hoje, prevê que, no caso dos governadores e secretários de Estado, como há apenas uma casa legislativa, a votação final do processo de impedimento ocorra por meio de uma comissão formada por cinco desembargadores sorteados e cinco deputados escolhidos pela Assembleia. A condução dos trabalhos é do presidente do Tribunal de Justiça, que só vota em caso de empate.

Antes, claro, o processo é aberto em votação na assembleia, com necessidade de dois terços dos votos. Aceito o processo, o governador é afastado por até 180 dias para ser julgado.— Destacou o advogado, Gustavo Ferreira

## Retorno ao cargo
Em 24 de janeiro de 1958, Muniz Falcão reassumiu o governo de Alagoas e completou o restante de seu mandato. A intervenção federal e a morte de Humberto Mendes foram momentos decisivos para o desgaste da imagem do governo e a pacificação temporária das tensões políticas no estado. No entanto, as divisões políticas persistiram, e Muniz Falcão não conseguiu retomar a influência plena que tinha antes da crise.

### Impacto na política de Alagoas
O impeachment de Muniz Falcão teve um impacto profundo na política de Alagoas. O episódio não apenas expôs a polarização extrema entre as elites locais e as classes populares, mas também evidenciou a violência como uma ferramenta utilizada por grupos políticos em busca de poder. A intervenção federal, embora tenha restaurado a ordem temporariamente, não resolveu as tensões subjacentes que alimentaram o conflito. A violência política se manteve como um elemento constante na dinâmica política local, com outras disputas se agravando nos anos seguintes.
Além disso, o impeachment de Muniz Falcão marcou o fim de um ciclo de governos populares em Alagoas, consolidando o poder das elites locais e estabelecendo uma relação tensa entre o governo estadual e o federal. A intervenção de Juscelino Kubitschek também teve um papel decisivo na definição das relações entre o governo central e as administrações estaduais. O episódio demonstrou como as forças federais podiam intervir em crises estaduais, algo que seria relevante nas décadas seguintes, quando outras crises políticas exigiriam ações semelhantes.

## Juscelino Kubitschek e outras figuras nacionais

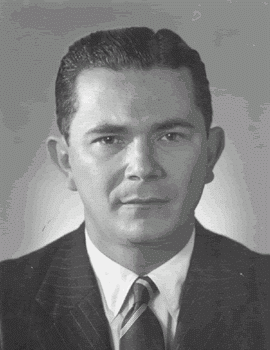
Foto do senador Arnon de Mello

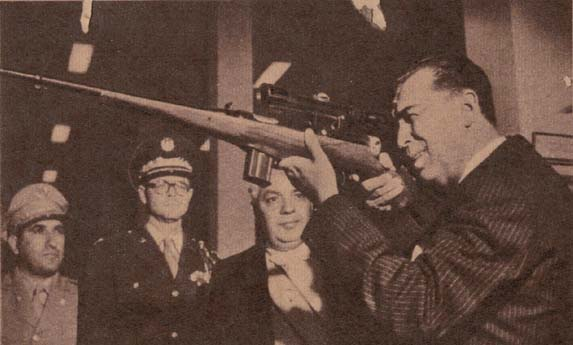
Juscelino Kubitschek com um fuzil em 1956

A intervenção federal decretada por Juscelino Kubitschek foi um marco na relação entre o governo federal e os estados. Juscelino, que na época se consolidava como presidente do Brasil, viu na crise de Alagoas uma oportunidade para afirmar o poder do governo federal em situações de instabilidade política nos estados. A ação foi decisiva para evitar uma escalada da violência e a desestabilização do governo estadual, mas também consolidou a ideia de que o governo federal teria o poder de intervir para garantir a ordem política nos estados.
Além de Juscelino, outras figuras políticas importantes também desempenharam papéis cruciais nesse contexto. O então presidente da Assembleia Legislativa de Alagoas, Arnon de Mello, foi uma figura chave na articulação contra Muniz Falcão. Arnon, que também possuía grande influência política e econômica no estado, tinha interesses próprios na disputa, além de ser um líder da oposição que visava retomar o controle da política estadual. Sua oposição direta a Falcão tornou-se um fator importante no desgaste do governo de Muniz Falcão, uma vez que ele e outros membros da elite alagoana viam as políticas implementadas pelo Governador como uma ameaça aos seus interesses.
A presença de Arnon de Mello no cenário político de Alagoas foi fundamental para a criação de um clima de instabilidade. Ele conseguiu unir forças políticas locais e nacionais contra Muniz Falcão, contribuindo para o ambiente de polarização que resultou na crise. A atuação de Arnon também reforçou as divisões políticas no estado e a continuidade de uma política de enfrentamento, que levou à radicalização dos embates no campo político.

## O legado de Muniz Falcão
Muniz Falcão ficou marcado como uma figura ambígua na história de Alagoas. Seus opositores o viam como responsável pelo alto índice de violência e pela instabilidade política no estado, enquanto seus partidários defendiam-no como um defensor das classes trabalhadoras e do povo. Seu governo foi visto como um reflexo das dificuldades enfrentadas por líderes populares no confronto com as elites políticas locais.
Embora Muniz Falcão tenha sido afastado temporariamente do poder, ele retornou para cumprir seu mandato até o fim, mas sua figura nunca foi plenamente aceita por todos os setores da sociedade alagoana. A intervenção federal e o episódio da Assembleia se tornaram um marco na história política do Brasil.

## Linha do tempo
- 1955 – Muniz Falcão é eleito governador de Alagoas pelo Partido Social Trabalhista, vencendo o candidato da situação, Afrânio Lages, que contava com o apoio do governador Arnon de Mello.[1]
- 1956 – Muniz Falcão assume a governadoria de Alagoas e inicia sua gestão com foco em políticas sociais e de redistribuição de renda, como a implementação da "taxa pró economia", que tributa os grandes produtores.[9]
- 1957 – A oposição das elites locais, sobretudo da União Democrática Nacional (UDN) e da indústria do açúcar, intensifica-se devido às políticas de Falcão, agravando as tensões na Assembleia Legislativa do estado.[8]
- 13 de setembro de 1957 – Durante sessão da Assembleia Legislativa de Alagoas, deputados governistas, liderados por Claudionor Lima, entram no plenário  e abrem fogo contra os deputados opositores. O confronto resulta na morte do deputado Humberto Mendes (PTN) e deixa vários outros feridos, interrompendo a votação do impeachment.[32]
- 15 de setembro de 1957 - O Presidente Juscelino Kubitschek decreta intervenção federal em Alagoas, nomeando o general Armando de Moraes Âncora.[32][4]
- 18 de setembro de 1957 - Deputados estaduais aprovaram o impedimento do governador, que foi substituído por Sizenando Nabuco.[23]
- 24 de Janeiro de 1958 –  Tribunal de Justiça alega que o processo de impeachment é ilegível e reconduz Muniz Falcão ao cargo.[35]

## Documentário

### Sessão solene para exibição do documentário
Assembleia Legislativa de Alagoas realizará, no próximo dia 15 de dezembro, uma sessão solene para a exibição do filme Impeachment – Setembro, 1957, Sexta-feira 13. A data foi confirmada nesta terça-feira, 28, durante a visita do codiretor do filme, Léo Villanova, que presenteou o presidente Marcelo Victor com uma cópia da obra. O documentário é uma produção contemplada com o IV Prêmio de Incentivo à Produção Audiovisual em Alagoas, lançado pelo Governo do Estado por meio da Secretaria de Estado da Cultura e Economia Criativa. Villanova estava acompanhado do deputado Alexandre Ayres (MDB) e do ex-secretário de Comunicação do Estado, Ênio Lins.

### Declarações e importância histórica
Alexandre Ayres, autor do requerimento que deu origem à sessão solene, destacou a importância histórica do evento para a política alagoana e afirmou que a ideia é convidar o historiador Douglas Apratto Tenório e os familiares do ex-governador Sebastião Muniz Falcão e do ex-deputado Humberto Mendes.
Léo Villanova afirmou que a obra aborda um momento crucial na história política:

O impeachment de Muniz Falcão e a sangrenta luta ocorrida na Praça Dom Pedro II, no Centro, episódio marcado como um dos mais violentos da política local. "Esse filme foi dirigido pelo cineasta alagoano Pedro da Rocha, que infelizmente já faleceu. O documentário de 58 minutos foi lançado oficialmente em agosto, no Teatro Deodoro, mas agora temos a oportunidade de exibir o filme aqui, na sede do Poder Legislativo", comemorou Villanova.— Léo Villanova